# Banassac
Banassac is een plaats en voormalige gemeente in het Franse departement Lozère in de regio Occitanie. De plaats maakt deel uit van het  arrondissement Mende.
Op 1 januari 2016 fuseerde Banassac met de aangrenzende gemeente Canilhac tot de huidige gemeente Banassac-Canilhac.

## Geschiedenis
In de eerste en tweede eeuw was hier al een nederzetting, een centrum van het pottenbakken. In de vroege middeleeuwen werden er in Banassac munten geslagen. In de vijfde of zesde eeuw werd buiten het dorp de Abdij Saint Martin de La Canourgue gesticht die vanaf de achtste eeuw bekend werd als bedevaartsoord. Vanaf de negende eeuw werd Banassac voorbijgestoken door het beter verdedigbare La Canourgue.

## Geografie
De oppervlakte van Banassac bedraagt 17,4 km², de bevolkingsdichtheid is 49,6 inwoners per km².
De onderstaande kaart toont de ligging van Banassac met de belangrijkste infrastructuur en aangrenzende gemeenten.

## Verkeer en vervoer
- Station Banassac - La Canourgue

## Demografie
Onderstaande figuur toont het verloop van het inwonertal (bron: INSEE-tellingen).